# Nuno Tristão
Nuno Tristão (... – Guinea-Bissau, 1446) è stato un esploratore e commerciante di schiavi portoghese attivo negli anni 1440, tradizionalmente considerato il primo europeo a raggiungere la regione della Guinea.
Secondo la leggenda giunse fino in Guinea-Bissau, ma storici più recenti credono che non abbia superato il fiume Gambia.

## Primo viaggio
Nuno Tristão era un cavaliere del casato di Enrico il Navigatore. Nel 1441 Tristão fu mandato da Enrico con uno dei primi prototipi della caravella a vela latina ad esplorare la costa occidentale africana oltre Capo Barbas, punto più lontano raggiunto dall'ultimo capitano di Enrico cinque anni prima (Afonso Gonçalves Baldaia nel 1436). Nei pressi del Río de Oro Tristão incrociò la nave di Antão Gonçalves mandato in missione separata da Enrico quello stesso anno a cacciare le foche monache mediterranee che abitavano quelle coste. Gonçalves era riuscito a catturare un solo conducente di cammelli, il primo nativo incontrato dai portoghesi dall'inizio delle spedizioni negli anni 1420.  Nuno Tristão, che portava a bordo uno dei servi Mori di Enrico come interprete, interrogò il prigioniero di Gonçalves. Tristão e Gonçalves furono condotti dalle sue informazioni ad un vicino piccolo campo di pescatori berberi Sanhaja. I portoghesi attaccarono i pescatori prendendo dieci prigionieri, i primi schiavi africani riportati dai portoghesi in Europa. Gonçalves fece subito ritorno in Portogallo, mentre Nuno Tristão proseguì verso sud, fino a raggiungere Capo Blanco (Cabo Branco), prima di fare ritorno.

## Secondo viaggio
Nel 1443 Nuno Tristão fu di nuovo mandato in missione da Enrico, e superò Capo Blanco fino alla baia di Arguin. Sull'isola di Arguin Tristão trovò un villaggio berbero Sanhaja, il primo accampamento permanente mai visto dai capitani di Enrico sulla costa occidentale africana. Tristão lo attaccò immediatamente, prendendo 14 prigionieri e tornando in Portogallo. I racconti di Tristão riguardo a facili razzie di schiavi ad Arguin incoraggiò molti mercanti ed avventurieri a chiedere ad Enrico una licenza per la tratta degli schiavi. Tra il 1444 ed il 1446 decine di navi portoghesi partirono alla ricerca di schiavi nella baia di Arguin.

## Terzo viaggio
Quando un villaggio di pescatori nei pressi di Arguin fu devastato dai cacciatori di schiavi portoghesi, nel 1445 (o forse nel 1444) Nuno Tristão fu mandato da Enrico ancora più a sud alla ricerca di nuovi schiavi. Tristão raggiunse i confini del Senegal, dove terminava il deserto del Sahara ed iniziava la foresta, e la popolazione costiera cambiò dai 'marroncini' berberi Sanhaja ai 'neri' Wolof. Si crede che Tristão abbia raggiunto la Ponta da Berberia (Langue de Barbarie), vicino alla foce del Senegal. Il cattivo tempo gli impedì di entrare nel fiume o di sbarcare vicino alla foce, per cui iniziò il viaggio di ritorno. Durante il viaggio di ritorno Tristão si fermò ad Arguin dove prese altri 21 prigionieri berberi.
Nuno Tristão giunse in Portogallo dichiarando di avere scoperto l'Africa subsahariana, o come veniva chiamata al tempo la "Terra dei Neri" (Terra dos Guineus o semplicemente Guinea). I cacciatori di schiavi portoghesi discesero subito la costa senegalese, trovandovi però nativi meglio armati e più combattivi. Qui la tratta degli schiavi si rivelò essere meno facile e conveniente di quanto sperato.

## Quarto viaggio
Nel 1446 (o forse nel 1445 o 1447, la data è incerta) Nuno Tristão partì per il suo quarto (ed ultimo) viaggio lungo la costa occidentale africana. In qualche punto a sud di Capo Verde Tristão superò la foce di un grande fiume. Tristão prese con sé 22 marinai per risalire il fiume con una lancia alla ricerca di un insediamento da razziare. La lancia subì un'imboscata da parte di 13 canoe di nativi con circa 80 uomini armati. Subito circondato, Nuno Tristão fu ucciso con buona parte del suo equipaggio tramite frecce avvelenate (in due riuscirono a fuggire). La caravella di Tristão, con un equipaggio formato solo dal commesso Aires Tinoco e da quattro grumetes (mozzi), salpò immediatamente per il Portogallo. Il racconto di Diogo Gomes differisce leggermente; secondo lui la caravella non fece mai ritorno. I nativi l'avrebbero circondata e conquistata, prima di trascinarla nel fiume e smantellarla.
Non si sa esattamente fino a dove si spinse Nuno Tristão e dove morì. Fino agli anni 1940 la tradizione portoghese voleva che Tristão fosse morto presso il Rio do Nuno (fiume Nunez, attuale Guinea), o poco prima sul Rio Grande (fiume Geba, Guinea-Bissau). Per questo di solito si attribuisce a Nuno Tristão la 'scoperta' della Guinea portoghese (attuale Guinea-Bissau), e si dice che sia stato il primo europeo a mettere piede sul terreno dell'attuale città di Bissau.  Se fosse vero, l'ultimo viaggio di Nuno Tristão sarebbe giunto enormemente oltre il punto di massimo avanzamento portoghese, (Cabo dos Mastos, Capo Naze, in Senegal).
Gli storici moderni, analizzando le prove (compresi i racconti di Diogo Gomes e Alvise Da Mosto), hanno smentito questa ipotesi e sono convinti che Nuno Tristão abbia raggiunto solo il delta del Sine-Saloum, ancora in Senegal, pochi chilometri a sud di Capo Naze o, al massimo, al fiume Gambia. Il punto esatto è argomento di dibattiti. Nelle sue attente analisi lo storico Teixeira da Mota ha concluso che Nuno Tristão visitò il fiume Saloum (Rio de Barbacins, 13°57′47″N 16°45′10″W) pe poi dirigersi al fiume Diombos (fiume) (Rio de Lago, 13°47′57″N 16°36′19″W), la cui riva meridionale era controllata dal re dei Mandingo noto come Niumimansa, dei Niumi Bato. Furono questi Mandingo a tendere l'imboscata e ad uccidere Nuno Tristão. Altri studiosi ne attribuiscono l'uccisione ai Sérèr di Senegambia. Questo è il consenso generale.
La morte di Nuno Tristão, capitano preferito di Enrico, fu l'inizio della fine di questa ondata di spedizioni di Enrico. Un altro gruppo di navi sarebbe partito l'anno dopo, ma dopo che perse buona parte dell'equipaggio le spedizioni portoghesi furono sospese. Enrico il Navigatore non inviò altre spedizioni sulla costa occidentale africana per un decennio, quando salpò Alvise Da Mosto nel 1455.